# Gaiserwald

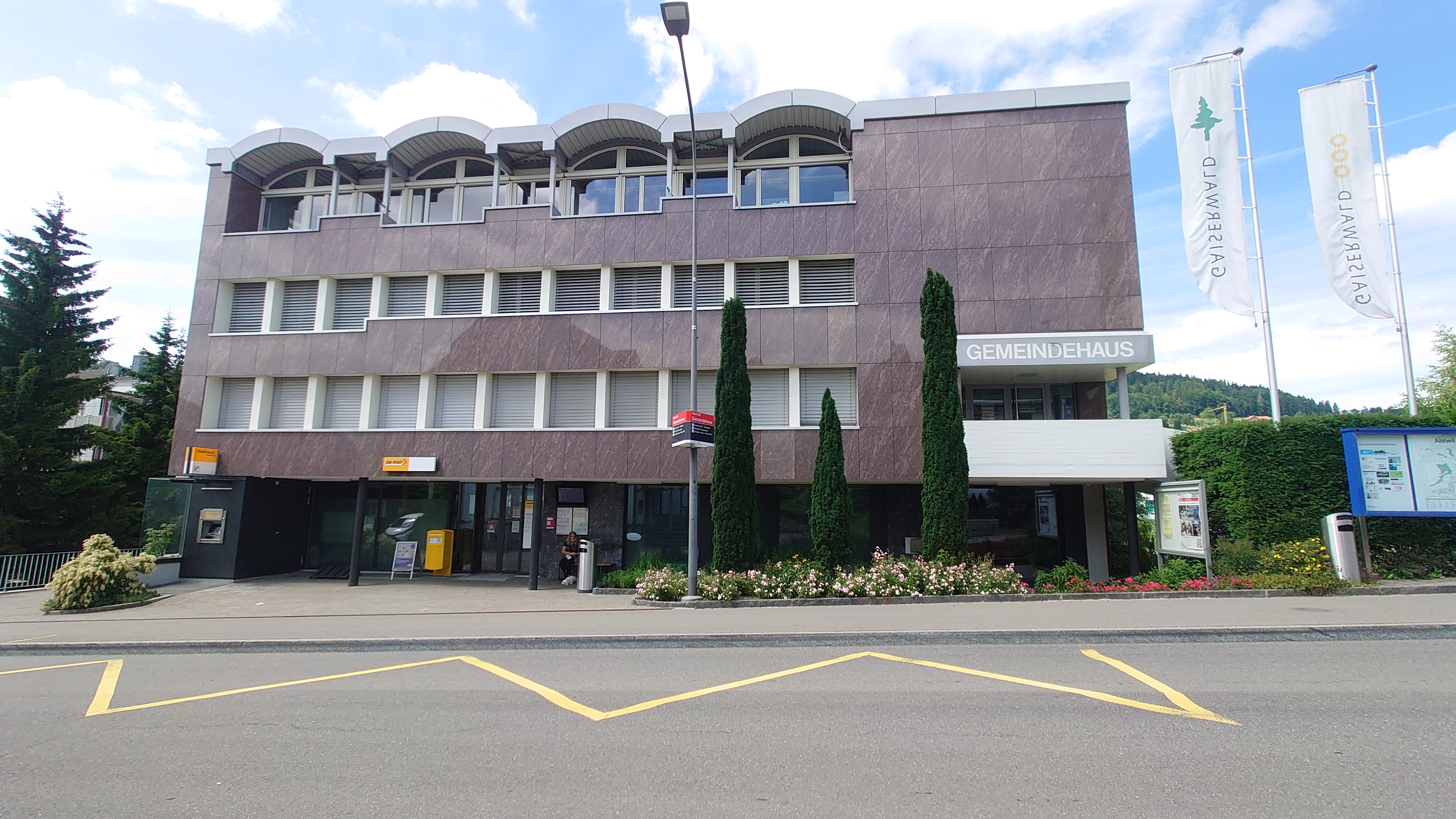
Gemeindehaus von Gaiserwald

Gaiserwald ist eine politische Gemeinde im Norden des Schweizer Kantons St. Gallen.
Sie setzt sich aus den Ortschaften Abtwil, Engelburg und St. Josefen zusammen. Das Rathaus steht in Abtwil, und jede Ortschaft besitzt ihre eigene Postleitzahl. Die Gemeinde Gaiserwald zählt rund 8000 Einwohner, und jede Ortschaft hat eine Kirche.

## Geschichte
1200 wurde Abtwil als Appowila das erste Mal urkundlich erwähnt, und 1282 wird ein Petrus de Gaiserwalt genannt. «Gaiserwald» war ursprünglich ein Flur- beziehungsweise Waldname und bedeutet «Wald der Familie Gaiser».
Vom 13. bis 15. Jh. bestand die als Burgstelle Alt-Meldegg erhaltene Burgstelle. Auch finden sich Spuren der Burgstelle Spisegg.
Da diese Gemeinde nur aus vereinzelten Höfen und Weilern bestand, hatte sie lange keine Kirche. Dies änderte sich 1661, da in St. Josefen die erste Kirche durch den Abt von St. Gallen eingeweiht wurde. Schutzpatron war Sankt Joseph, wodurch das Dorf zu seinem Namen kam. Lange Zeit war St. Josefen Mittelpunkt des bürgerlichen und kirchlichen Lebens der Gemeinde Gaiserwald. 1775 wurde im Ortsteil Engelburg eine neue Kirche gebaut, die den drei Schutzengeln geweiht wurde, worauf auch der Weilername zurückgeht.

## Persönlichkeiten
- Joseph Balmer (1828–1918), in Abtwil geborener Kunstmaler und Autor
- Regina Lampert (1854–1942), österreichische Schriftstellerin, lebte zeitweise in St. Josefen
- Carl Stucki (1889–1963), in Gaiserwald geborener Diplomat
- Karl Wick (1891–1969), in St. Josefen geborener Journalist und Politiker
- Rudolf Hostettler (1919–1981), Typograf und Editor, starb in Engelburg
- Fritz Hofmann (1924–2005), in Engelburg geborener Politiker, Nationalrat und Präsident der Schweizer Volkspartei
- Georg Malin (* 1926), Liechtensteiner Bildhauer mit künstlerischer Arbeit in der Kirche St. Josefen
- Ernst Ziegler (* 1938), in St. Josefen aufgewachsener Historiker und Paläograph, 1971–2003 Stadtarchivar von St. Gallen
- Max Koller (1933–2018), Grafiker und Buchgestalter, lebte in Engelburg
- Markus Fuchs (* 1955), in Abtwil geborener Springreiter, Vize-Europameister, Silbermedaillengewinner bei Olympia
- Martin Gehrer (* 1957), Politiker, Gemeindeamman von Gaiserwald
- Boris Tschirky (* 1965), Politiker, Gemeindepräsident von Gaiserwald
- Susanne Vincenz-Stauffacher (* 1967), Politikerin aus Abtwil